# Abri (bâtiment)
Pour les articles homonymes, voir Abri.

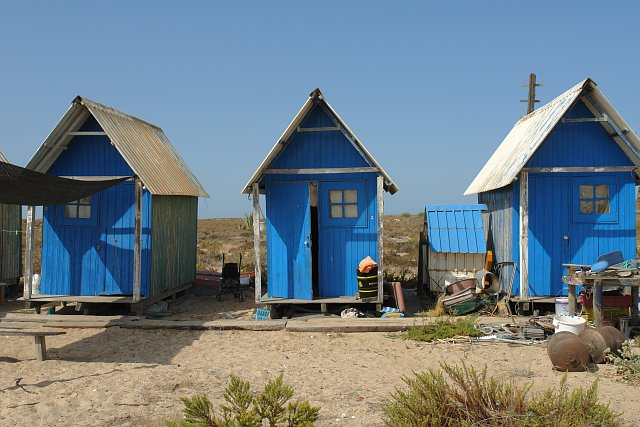
Maisons d'hébergement des pêcheurs sur l'île de Barreta, Portugal.

Un abri est une structure architecturale de base ou un bâtiment qui offre une protection contre l'environnement local.
Avoir un lieu d'abri, de sécurité et de retraite, c'est-à-dire un foyer, est généralement considéré comme un besoin physiologique humain fondamental, la base à partir de laquelle on peut développer des motivations humaines plus élevées.

## Types
- Abri antiaérien
- Refuge animalier
- Abri bivouac
- Abri antisouffle
- Abri bus
- Abri d'urgence (en)
- Abri antiatomique
- Foyer pour sans-abris
- cabane
- Mia-mia (en) Indigène australien pour un abri temporaire
- Quinzhee, un abri fabriqué à partir d'un monticule de neige
- Refuge pour réfugiés (en)
- Abri sous roche
- Toguna, un abri utilisé par le peuple Dogon en Afrique
- Abri de transition (en)
- Refuge pour femmes battues
- Bothy (en)
- Ramada (en)
- Maison Alanas (refuge)